# Racsamangala Stadion
A Racsamangala Nemzeti Stadion (thai nyelven: สนามราชมังคลากีฬาสถาน) a legnagyobb sportlétesítmény Thaiföldön. A főváros, Bangkok Bang Kapi kerületben, Hua Mak alkerületében található Hua Mak-i Sport Komplexum része, amit 13. Ázsiai Játékokra építettek 1998-ban.
Az oldalak mentén a lelátók félkörösek, a nyugati lelátó tetővel fedett. A stadion videókivetítővel rendelkezik, a füves pálya körben atlétikai futósávokkal határolt. Számos kontinens-, illetve világméretű sporteseményt rendeztek itt, mint például az 1998-as Ázsiai Játékokat, a 2004-es U-20-as Női labdarúgó-világbajnokságot, és a 2007-es Ázsia-kupát.
2004. december 10-én egy thaiföldi lemezkiadó cég, a Bakery Music ezt a stadiont választotta 10. évfordulójának megünneplésére egy 7 óra hosszú koncertfelvétel keretében. A „B-nap”-on összesen 94 dalt rögzítettek.
A 2007-es Ázsia-kupára a stadiont felújították és mintegy 65,000 néző befogadására alkalmas, csak ülőhelyekkel rendelkező sportlétesítménnyé vált.